# 鄧清淦
鄧清淦（1822年—？）。陕西省長安縣（今屬西安市）人，清朝官員。

## 生平
道光十九年（1839年）己亥科舉人，道光二十七年（1847年）中丁未科張之萬榜二甲第三十三名進士，與李鴻章、沈葆楨、馬新貽等同年。以知縣任用，咸豐二年（1852年）出知四川省鹽亭縣，任職至咸豐五年（1855年）。